# Communauté de communes du Mussidanais en Périgord
La communauté de communes du Mussidanais en Périgord est une ancienne communauté de communes française — active de 2003 à 2016 — située dans le département de la Dordogne, en région Nouvelle-Aquitaine.

## Histoire
La communauté de communes du Mussidanais en Périgord a été créée le 24 décembre 2002.
Par arrêté no 2013127-0001 du 7 mai 2013, la commune de Beaupouyet adhère à la communauté de communes du Mussidanais en Périgord le 1er janvier 2014. L'ensemble représentait une population municipale de 8 778 habitants au recensement de 2013, sur un territoire de 177,76 km2.
Au 1er janvier 2017, la communauté de communes du Mussidanais en Périgord a fusionné avec la communauté de communes du Pays de Villamblard pour former la communauté de communes Isle et Crempse en Périgord,.

## Composition
Entre 2013 et 2016, elle regroupait onze communes : Les Lèches et dix des onze communes de l'ancien canton de Mussidan (seule Sourzac en était absente)  :
| Nom                         | Code Insee | Gentilé                     | Superficie (km2) | Population (dernière pop. légale) | Densité (hab./km2) |
| --------------------------- | ---------- | --------------------------- | ---------------- | --------------------------------- | ------------------ |
| Mussidan (siège)            | 24299      | Mussidanais                 | 3,85             | 2 789 (2014)                      | 724                |
| Beaupouyet                  | 24029      | Bellipodois                 | 22,63            | 494 (2014)                        | 22                 |
| Bourgnac                    | 24059      | Bourgnacois                 | 9,06             | 355 (2014)                        | 39                 |
| Les Lèches                  | 24234      | Léchois                     | 21,58            | 364 (2014)                        | 17                 |
| Saint-Étienne-de-Puycorbier | 24399      |                             | 13,54            | 116 (2014)                        | 8,6                |
| Saint-Front-de-Pradoux      | 24409      | Saintfronnais               | 9,01             | 1 157 (2014)                      | 128                |
| Saint-Laurent-des-Hommes    | 24436      | Saint Laurentais            | 31,94            | 1 038 (2014)                      | 32                 |
| Saint-Louis-en-l'Isle       | 24444      | Ludoviciens                 | 2,82             | 287 (2014)                        | 102                |
| Saint-Martin-l'Astier       | 24457      | Saint-Martinois             | 9,40             | 138 (2014)                        | 15                 |
| Saint-Médard-de-Mussidan    | 24462      | Mussidanais de Saint-Médard | 24,45            | 1 723 (2014)                      | 70                 |
| Saint-Michel-de-Double      | 24465      |                             | 29,48            | 247 (2014)                        | 8,4                |

## Représentation
À partir du renouvellement des conseils municipaux de mars 2014, le nombre de délégués siégeant au conseil communautaire était le suivant : sept communes disposaient de deux sièges. Les autres, plus peuplées, en avaient plus (trois pour Saint-Front-de-Pradoux et Saint-Laurent-des-Hommes, quatre pour Saint-Médard-de-Mussidan et neuf pour Mussidan), ce qui faisait un total de 33 conseillers communautaires.

## Administration
| Période                                  | Période       | Identité        | Étiquette | Qualité                                         |
| ---------------------------------------- | ------------- | --------------- | --------- | ----------------------------------------------- |
| décembre 2002                            | avril 2014    | Roland Laurière |           | Conseiller municipal de Saint-Front-de-Pradoux  |
| avril 2014                               | décembre 2016 | Michel Florenty | PCF       | Maire de Saint-Médard-de-Mussidan (depuis 1995) |
| Les données manquantes sont à compléter. |               |                 |           |                                                 |

## Compétences
L'arrêté préfectoral no 2013298-0003 du 25 octobre 2013 modifiait les compétences de l'intercommunalité, qui concernaient désormais :
- l'aménagement de l'espace ;
- les actions de développement économique ;
- la protection et la mise en valeur de l'environnement ;
- la politique du logement et du cadre de vie ;
- l'action sociale d'intérêt communautaire ;
- l'assainissement ;
- les déchets ménagers et assimilés ;
- les actions en faveur de la culture ;
- l'aire des gens du voyage ;
- la voirie.

### Sources
- Le SPLAF (Site sur la Population et les Limites Administratives de la France)